# Geraldo Brindeiro
Geraldo Brindeiro GOMM (Recife, 29 de agosto de 1948 — Brasília, 29 de outubro de 2021) foi um acadêmico, advogado e jurista brasileiro. Membro do Ministério Público Federal a partir de 1975, foi Procurador-Geral da República de 1995 a 2003.
Foi formado em Ciências Jurídicas e Sociais pela Faculdade de Direito do Recife (1970), e mestre (1982) e doutor (1990) em direito pela Universidade Yale, nos Estados Unidos.

## Biografia
Brindeiro era filho do médico e político Djair Brindeiro, sobrinho do ex-ministro do Supremo Tribunal Federal Djaci Falcão e primo do ex-vice-presidente da República Marco Maciel.
Foi assessor jurídico do Supremo Tribunal Federal no gabinete de seu tio, Djaci Falcão, de 1971 a 1973, técnico de controle externo no Tribunal de Contas da União em 1973, e procurador do Instituto Nacional de Colonização e Reforma Agrária de 1973 a 1975.
Assumiu o cargo de procurador da República em fevereiro de 1975. Foi também professor de Direito Civil e de Direito Constitucional na Universidade do Distrito Federal. É professor dos Cursos de Graduação e Pós-Graduação em Direito da Universidade de Brasília desde 1984.
Foi cotado para o cargo de ministro do Supremo Tribunal Federal.
Foi membro do Instituto Brasileiro de Direito Constitucional e da Associação Brasileira de Constitucionalistas. Recebeu os títulos de Cidadão Honorário de Brasília e de São Paulo. Foi presidente da Associação Interamericana do Ministério Público e do Instituto Ibero-Americano do Ministério Público, e vice-presidente da International Association of Prosecutors.
Por haver ingressado no Ministério Público Federal antes da Constituição brasileira de 1988, pôde exercer simultaneamente a advocacia e foi sócio do escritório Morais, Castilho & Brindeiro desde 2006. Por fim, advogou com o constitucionalista João Alexandre Viegas Costa Neto, Consultor Legislativo, na área de Constituição e e Justiça, da Câmara Legislativa do Distrito Federal, no escritório Brindeiro e Viegas.

### Procuradoria-Geral da República
Promovido por merecimento a subprocurador-geral da República em 1989, foi nomeado em 28 de junho de 1995 procurador-geral da República pelo presidente Fernando Henrique Cardoso, tendo sido reconduzido três vezes ao cargo, terminando o seu quarto mandato em 28 de junho de 2003.
Como procurador, foi admitido por FHC em 1999 à Ordem do Mérito Militar no grau de Grande-Oficial especial.

## Críticas e denúncias

### Acusações de Prevaricação
Enquanto procurador-geral da república do governo FHC, Geraldo Brindeiro foi fartamente criticado por sua inação. De 626 inquéritos criminais que recebeu, engavetou 242 e arquivou outros 217. Somente 60 denúncias foram aceitas. As acusações recaíam sobre 194 deputados, 33 senadores, 11 ministros e quatro ao próprio presidente FHC. Por conta disso, Brindeiro recebeu o jocoso apelido de "engavetador-geral da república". Entre as denúncias que não deu prosseguimento está a de compra de votos para aprovação da emenda constitucional que aprovou a reeleição para presidente, beneficiando o então presidente Fernando Henrique Cardoso.

### Envolvimento com Carlinhos Cachoeira
A quebra de sigilo do contador da quadrilha de Carlinhos Cachoeira mostrou que o escritório particular de Geraldo Brindeiro recebeu R$ 161,2 mil das contas de Geovani Pereira da Silva, procurador de empresas fantasmas utilizadas para lavar dinheiro do esquema criminoso desnudado pela Operação Monte Carlo.
| “ | Não é possível que um membro do Ministério Público Federal advogue para uma quadrilha criminosa enquanto homens da Polícia Federal se arriscam investigando os acusados. | ” |

## Morte
Geraldo Brindeiro morreu em 29 de outubro de 2021, aos 73 anos, devido a complicações da COVID-19, durante a pandemia da doença.